# Huty (obwód sumski)
Huty (ukr. Гути) – wieś na Ukrainie, w obwodzie sumskim, w rejonie konotopskim, w hromadzie Popiwka. W 2001 liczyła 376 mieszkańców.